# Σ-àlgebra de Borel
La σ-àlgebra de Borel associada a un espai topològic T és la més petita de les σ-àlgebres sobre T que conté tots els conjunts oberts de T   (o, equivalentment, tots els conjunts tancats de T); en altres paraules, és la σ-àlgebra generada pels conjunts oberts (o tancats) de T. Els elements de la σ-àlgebra de Borel s'anomenen conjunts de Borel o conjunts borelians o simplement borelians. L'existència i unicitat d'aquesta σ-àlgebra es demostra construint-la com la intersecció de totes les σ-àlgebres que contenen T, ja que el resultat d'una intersecció d'un nombre arbitrari de σ-àlgebres és també una σ-àlgebra.

## Propietats
Designarem per {\displaystyle {\mathcal {B}}(T)} la {\displaystyle \sigma }-àlgebra de Borel sobre espai topològic {\displaystyle T}

### σ-àlgebra de Borel sobre un subconjunt
Recordem que si {\displaystyle {\mathcal {E}}} és una  {\displaystyle \sigma }-àlgebra sobre un conjunt {\displaystyle E} i  {\displaystyle C\subset E}   és un subconjunt arbitrari, aleshores la família de conjunts {\displaystyle {\mathcal {E}}|_{C}=\{C\cap A:\,A\in {\mathcal {E}}\}}és una {\displaystyle \sigma }-àlgebra sobre {\displaystyle C} que s'anomena la {\displaystyle \sigma }-àlgebra traça sobre {\displaystyle C}.
Sigui  {\displaystyle T} un espai topològic i considerem un subconjunt  {\displaystyle C\subset T} amb la topologia traça  o topologia induïda)  i la corresponent  {\displaystyle \sigma }-àlgebra de Borel sobre {\displaystyle C}, {\displaystyle {\mathcal {B}}(C)} . Aleshores{\displaystyle {\mathcal {B}}(C)={\mathcal {B}}(T)|_{C}.}

### σ-àlgebra de Borel sobre un producte de conjunts
Siguin {\displaystyle (E_{1},{\mathcal {E}}_{1})} i  {\displaystyle (E_{2},{\mathcal {E}}_{2})} dos espais mesurables. Recordem que la  {\displaystyle \sigma }-àlgebra producte {\displaystyle {\mathcal {E}}_{1}\otimes {\mathcal {E}}_{2}} sobre {\displaystyle E_{1}\times E_{2}} és la  {\displaystyle \sigma }-àlgebra generada pels conjunts de la forma {\displaystyle A_{1}\times A_{2}},  amb {\displaystyle A_{1}\in {\mathcal {E}}_{1}} i {\displaystyle A_{2}\in {\mathcal {E}}_{2}}.
Siguin {\displaystyle T_{1}}  i  {\displaystyle T_{2}}  dos espais topològics i considerem {\displaystyle T_{1}\times T_{2}} amb la topologia producte. Aleshores {\displaystyle {\mathcal {B}}(T_{1})\otimes {\mathcal {B}}(T_{2})\subset {\mathcal {B}}(T_{1}\times T_{2}).}A més, si  {\displaystyle T_{1}}  i  {\displaystyle T_{2}} són espais mètrics separables, llavors val la igualtat:{\displaystyle {\mathcal {B}}(T_{1})\otimes {\mathcal {B}}(T_{2})={\mathcal {B}}(T_{1}\times T_{2}).}

## σ-àlgebra de Borel sobre el conjunt del nombres reals
Un exemple particularment important és la σ-àlgebra de Borel sobre el conjunt dels nombres reals {\displaystyle {\mathbb {R} }},  que designarem per {\displaystyle {\mathcal {B}}(\mathbb {R} )} . Donat que tot conjunt obert de {\displaystyle {\mathbb {R} }} és la reunió d'un nombre finit o infinit numerable d'intervals oberts disjunts, {\displaystyle {\mathcal {B}}(\mathbb {R} )} és la mínima σ-àlgebra sobre {\displaystyle {\mathbb {R} }} que conté tots els intervals oberts de {\displaystyle {\mathbb {R} }}. Tenim les següents caracteritzacions  (entre altres):  És la mínima σ-àlgebra a {\displaystyle {\mathbb {R} }} que conté:
- Tots els intervals oberts.
- Tots els intervals tancats.
- Tots els intervals de la forma {\displaystyle [a,b)} amb {\displaystyle a<b}.
- totes les semirectes de la forma {\displaystyle (-\infty ,a]}.
- totes les semirectes de la forma {\displaystyle [a,\infty )}.

Això és degut al fet que qualsevol classe d'intervals es pot obtenir a partir de les altres mitjançant operacions numerables. Per exemple, {\displaystyle (a,b)=\bigcup _{n=1}^{\infty }{\Big [}a+{\frac {1}{n}},b{\Big )}}. Encara més, utilitzant la densitat dels nombres racionals es pot veure que en les col·leccions d'intervals anteriors n'hi ha prou amb considerar els intervals amb extrems racionals: per exemple, {\displaystyle {\mathcal {B}}(\mathbb {R} )} és la σ-àlgebra generada per la família {\displaystyle {\big \{}(-\infty ,a],\ a\in \mathbb {Q} {\big \}}}. Es diu que és una σ-àlgebra separable o numerablement generada
Una propietat important és que {\displaystyle {\mathcal {B}}(\mathbb {R} )} té el mateix cardinal  que  {\displaystyle {\mathbb {R} }} {\displaystyle {\text{Card}}{\big (}{\mathcal {B}}(\mathbb {R} ){\big )}={\text{Card}}(\mathbb {R} )={\mathfrak {c}}.}

## σ-àlgebra de Borel sobre ℝn
De manera anàloga és defineix la σ-àlgebra de Borel sobre {\displaystyle \mathbb {R} ^{n}}, que es designa per {\displaystyle {\mathcal {B}}(\mathbb {R} ^{n})}: és la menor σ-àlgebra que conté tots els oberts de {\displaystyle \mathbb {R} ^{n}} (o tots els tancats), i també admet diverses famílies de generadors, per exemple, els productes d'intervals oberts {\displaystyle (a_{1},b_{1})\times \cdots \times (a_{n},b_{n})} o semioberts {\displaystyle [a_{1},b_{1})\times \cdots \times [a_{n},b_{n})}, etc., que a més poden agafar-se amb d'extrems racionals.
Tenim que{\displaystyle {\mathcal {B}}(\mathbb {R} ^{n})={\mathcal {B}}(\mathbb {R} )\otimes \cdots \otimes {\mathcal {B}}(\mathbb {R} ).}